# Окупація Німеччини
Період між 1945 та 1949 роками, коли Німеччина була окупована союзниками по Антигітлерівській коаліції, іноді називають «нульовими роками», що відображає стан руйнування, дефіциту та необхідності відновлення після війни. Цей період характеризувався повоєнними реформами в Німеччині, що тоді не була єдиною державою, а складалася з 4 зон окупації: Американської, Британської, Радянської та Французької. Завершився період «нульових років» утворенням двох німецьких держав: ФРН (23 травня 1949) та НДР (7 жовтня 1949).

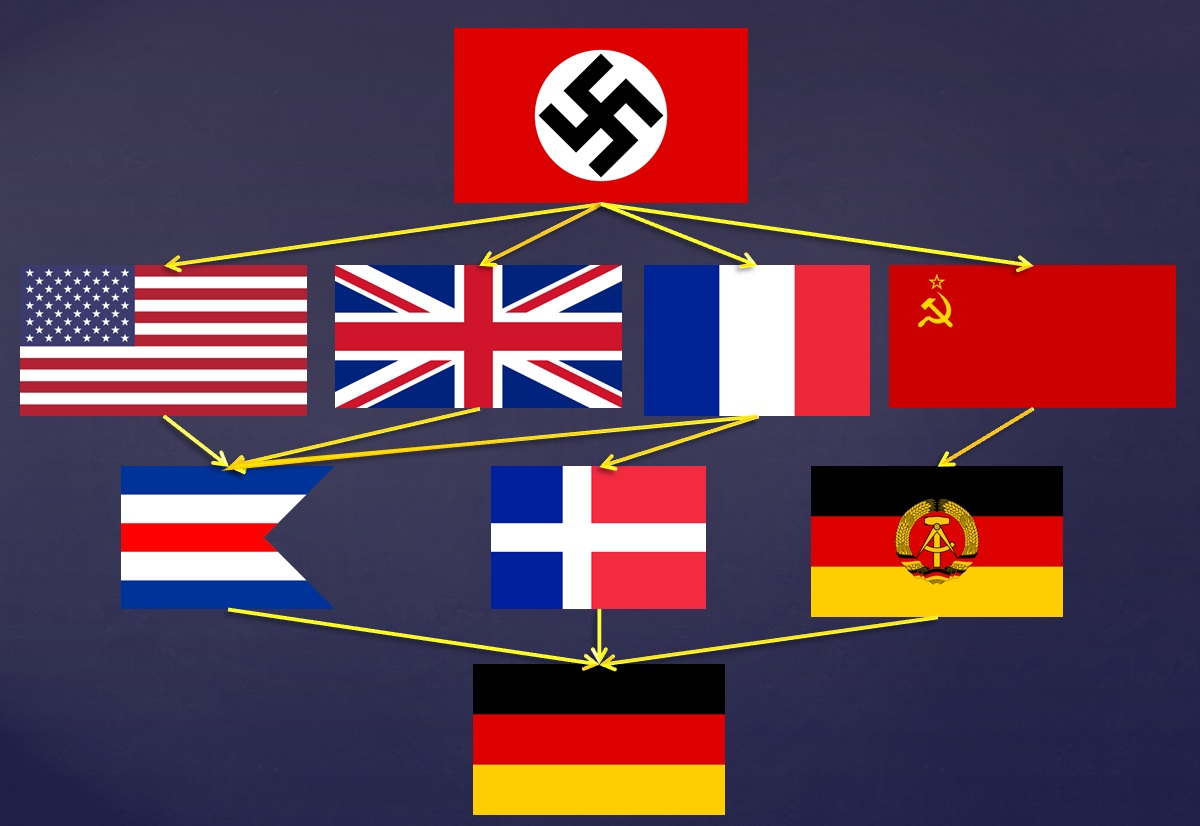
Схема поділу Німеччини після Другої Світової Війни

## Історія
Після Другої світової війни питання долі Німеччини було одним з центральних під час обговорення главами держав-учасниць Антигітлерівської коаліції шляхів повоєнного врегулювання. Під час Другої світової війни Німеччина зазнала значних втрат: за оцінками, загальні втрати населення (включаючи військових, цивільних жертв, зниклих безвісти та померлих внаслідок наслідків війни) склали близько 7-8 мільйонів осіб. Промислове виробництво впало, досягнувши приблизно 30% від довоєнного рівня. Також спостерігалася висока інфляція. За рішеннями Ялтинської і Потсдамської конференцій Німеччину було поділено на 4 зони окупації, Берлін на 4 сектори. Верховна влада належала урядам СРСР, США, Великої Британії, Франції.
З командувачів окупаційних військ було утворено Контрольну Раду, яка у своїй діяльності керувалася союзницькими угодами та рішеннями Потсдамської конференції.
Уже влітку 1946 року виявилися принципові розбіжності між західними державами і СРСР у вирішенні питання про майбутнє Німеччини. У грудні між Великою Британією і США була укладена угода про об'єднання їхніх зон окупації. Так виникла Бізонія (тобто «дві зони»). У лютому 1948 року до цієї угоди приєдналася Франція, і Бізонія трансформувалася в Тризонію.
1948 року Тризонія приєдналася до «плану Маршалла». Було вирішено питання про скликання в Тризонії Установчих зборів для організації нової влади. Це відбулося без участі СРСР, представники якого вийшли зі складу Союзної контрольної ради на знак протесту проти дій США і Великої Британії.
У трьох західних окупаційних зонах була проведена грошова реформа. Замість рейхсмарки, що майже повністю знецінилася, у червні 1948 року була введена нова грошова одиниця — західнонімецька марка.

## Після окупації
- Остаточний розподіл Німеччини відбувся 1949 року.
- У вересні 1949 року було створено Федеративну Республіку Німеччини (ФРН).
- У жовтні 1949 року — Німецьку Демократичну Республіку (НДР).
- Поділ Німеччини тривав до 1990 року.
- У ФРН формувався режим західної демократії.
- В НДР були проведені соціалістичні реформи.
- Як і вся Німеччина, на чотири зони був розділений і Берлін. Його Східна частина (радянська зона окупації) стала столицею НДР, а західна (окупаційні зони США, Великої Британії та Франції) — самокерованою територією, економічно і політично пов'язаною з ФРН.